# Maciste et les Filles de la vallée
Pour plus de détails, voir Fiche technique et Distribution.
Maciste et les Filles de la vallée (La valle dell'eco tonante) est un film italien réalisé par Tanio Boccia, sorti en 1964.

## Synopsis
Alors que les Égyptiens le supplient de leur venir en aide, Maciste préfère passer son temps à courtiser les femmes. Mais lorsque les hommes d'une reine cruelle et assoiffée de pouvoirs tuent et pillent les villages, Il décide finalement de se porter au secours des Égyptiens…

## Fiche technique
- Titre original : La valle dell'eco tonante
- Titre français : Maciste et les Filles de la vallée
- Réalisation : Tanio Boccia (sous le nom d'« Amerigo Anton »)
- Scénario : Mario Moroni, Alberto De Rossi et Tanio Boccia d'après une histoire de Mario Moroni et Alberto De Rossi
- Costumes : Walter Patriarca
- Photographie : Aldo Giordani
- Musique : Carlo Rustichelli
- Production : Luigi Rovere
- Pays d'origine :  Italie
- Genre : péplum
- Durée : 90 minutes
- Dates de sortie :
  - Italie : 9 octobre 1964
  - France : 5 octobre 1966

## Distribution
- Kirk Morris (VF : Jean-Pierre Duclos) : Maciste
- Hélène Chanel (VF : Nelly Benedetti) : Farida
- Alberto Farnese (VF : René Arrieu) : Masura
- Špela Rozin (VF : Janine Forney) : Selina
- Furio Meniconi (VF : Paul Bonifas) : Manatha
- Rosalba Neri (VF : Claude Chantal) : Ramhis
- Nando Tamberlani (VF : Richard Francœur) : Manata le Sage
- Dante Posani (VF : Pierre Fromont) : Tarash
- Aldo Cecconi (VF : Jean Brunel) : le sheik Aboul
- Mara Carisi (VF : Jeanine Freson) : Mina